# Papillaria brasiliense
Papillaria brasiliense är en bladmossart som beskrevs av Brotherus 1924. Papillaria brasiliense ingår i släktet Papillaria och familjen Meteoriaceae. Inga underarter finns listade i Catalogue of Life.